# 莱切省卡普拉里卡
莱切省卡普拉里卡（義大利語：Caprarica di Lecce），是意大利莱切省的一个市镇。总面积10平方公里，人口2575人，人口密度257.5人/平方公里（2009年）。ISTAT代码为075013。